# Moondog Matinee
Moondog Matinee es el sexto álbum de estudio del grupo canadiense de rock The Band, publicado por la compañía discográfica Capitol Records en octubre de 1973. Está conformado exclusivamente por versiones de canciones clásicas de rock and roll, blues y R&B de la década de 1960, y está pensado con la idea de versionar temas que el grupo interpretaba con frecuencia en sus primeros años, cuando acompañaba a Ronnie Hawkins.
Al igual que su predecesor, Cahoots, la grabación de Moondog Matinee tuvo lugar en los Bearsville Studios de Woodstock a mediados de 1973, un año y medio después de que el grupo finalizara una gira que culminó con cuatro conciertos en el Academy of Music de Nueva York y con el lanzamiento de Rock of Ages (1972). Este periodo coincidió además con una etapa en la que Robbie Robertson, principal compositor del grupo, disminuyó su actividad en este rol y centró su interés en actividades cinematográficas.
Tras su publicación, Moondog Matinee tuvo una repercusión crítica similar a Cahoots; no pudo satisfacer al público que el grupo consiguió a raíz del éxito de los álbumes Music from Big Pink y The Band. Desde el punto de vista comercial, el álbum alcanzó el puesto veintiocho en la lista estadounidense Billboard 200 y el diecinueve en la lista de discos más vendidos de Canadá; un éxito inferior al conseguido con la publicación de Rock of Ages.

## Trasfondo
The Band finalizó el año de 1971 con cuatro conciertos en el Academy of Music de Nueva York entre los días 28 y 31 de diciembre, recopilados posteriormente en Rock of Ages (1972), el primer álbum en directo del grupo. A raíz de la peor recepción crítica de los discos Stage Fright (1970) y Cahoots (1971), decidieron abandonar los conciertos durante un año y medio y no volvieron a juntarse sobre un escenario hasta su reaparición en el festival Summer Jam at Watkins Glen en julio de 1973, junto a The Allman Brothers Band y Grateful Dead.

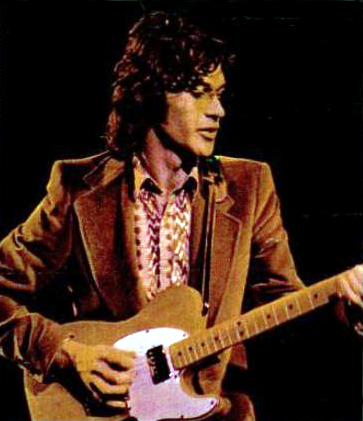
Los intereses cinematográficos de Robbie Robertson hicieron que el músico disminuyera su actividad como compositor.

Entre comienzos de 1972 y mediados de 1973, los miembros de The Band aprovecharon el intermedio para emprender proyectos paralelos al grupo. Mientras Robbie Robertson trabajaba en las mezclas de Rock of Ages junto al ingeniero de sonido Phil Ramone, Levon Helm pasó cuatro meses como estudiante en el Berklee College of Music. Por otra parte, Rick Danko aprovechó para trabajar con el productor musical John Simon en el primer álbum de estudio de Bobby Charles, cuya grabación tuvo lugar en los mismos estudios donde The Band grabó Cahoots.
Tras finalizar su trabajo en Rock of Ages, Robertson pasó gran parte del tiempo viajando entre Woodstock y Montreal, donde su familia había comprado una casa el año anterior. Además, comenzó a elaborar un par de proyectos con la compañía National Film Board of Canada: uno de ellos consistía en componer la música de Eliza's Horoscope, un largometraje dirigido por Gordon Shepherd, mientras que el segundo proyecto fue «Acadian Driftwood», una canción que el grupo grabó tres años después en el álbum Northern Lights - Southern Cross (1975). Robertson llegó a hablar también con el actor Marlon Brando con la finalidad de componer música cinematográfica para la película Entierra mi corazón en Wounded Knee, aunque el proyecto nunca llegó a materializarse.
Los intereses cinematográficos de Robertson hicieron que el músico solo compusiera una única canción durante los ocho primeros meses de 1972, «Endless Highway», que el grupo estrenó en el festival Summer Jam at Watkins Glen, tocó con frecuencia en su gira con Bob Dylan en 1974 y publicó por primera vez en el álbum Before the Flood (1974). Entre 1972 y 1973, se centró de forma paralela en un proyecto titulado Works, una sinfonía vanguardista inspirada en los trabajos del compositor polaco Krzystof Penderecki. Según Robertson: «Era un experimento personal. Pensé que sería bonito hacer una pieza perfecta, sin fisuras. Parte sería como una narración, parte sería instrumental, otra parte relataría la historia a través de la música, y otra parte serían palabras habladas». El músico llegó a componer quince minutos de sinfonía, de los que utilizó fragmentos en trabajos posteriores. Al respecto, incluyó el verso Lay a flower in the snow —que en español puede traducirse como: «Deja una flor en la nieve»— en la canción «Fallen Angel», dedicada a Richard Manuel tras su muerte y publicada en el álbum debut de Robertson.
Otro proyecto desechado fue un intento de escribir un libro sobre The Band a través de historias y autobiografías realizadas por el escritor Jim Brodey, invitado por el grupo a Woodstock durante más de un año entre 1972 y la primavera de 1973.

## Grabación

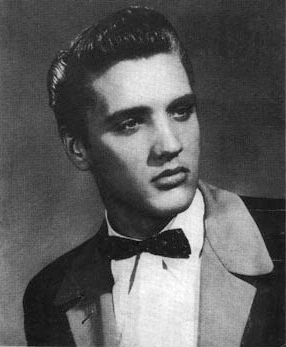
Elvis Presley en una fotografía promocional de Sun Records, discográfica con la que grabó «Mystery Train».

A falta de nuevas canciones, y en un intento por encaminar de nuevo la dirección musical del grupo tras Rock of Ages (1972), Robbie Robertson sugirió a sus compañeros grabar varias versiones de canciones antiguas. Según Robertson: «El estado mental del grupo no era serio en ese tiempo. Yo tenía miedo y la gente estaba fuera haciendo sus propios proyectos. Pensé: "¿Qué podemos hacer para divertirnos simplemente sin tener que hacer algo serio y duro?". Estaba intentando encontrar algo que hiciese del proyecto una aventura alegre». Por su parte, Helm comentó en una entrevista en 2002 las razones que llevaron al grupo a grabar un álbum de versiones: «Era todo lo que podíamos hacer en ese momento. No podíamos llevarnos bien, todos sabíamos que la equidad era un montón de mierda. Sabíamos que nos estábamos jodiendo, de modo que no podíamos sentarnos y crear más música. "Up on Cripple Creek" y todas esas cosas habían terminado, cualquier colaboración había terminado, y ese tipo de canciones ("Ain't Got No Home") era lo único que podíamos hacer».
El grupo grabó Moondog Matinee —cuyo título es un homenaje al programa de radio Moondog Rock 'n' Roll Party, presentado por el disc jockey Alan Freed— en los Bearsville Studios de Albert Grossman entre marzo y junio de 1973, y se mezcló en agosto del mismo año. Las sesiones de grabación tuvieron lugar principalmente en el estudio de Grossman, aunque al menos dos canciones, «I'm Ready» y «Share Your Love With Me», se grabaron en los estudios de Capitol Records en Hollywood entre el 24 de marzo y el 2 de abril.

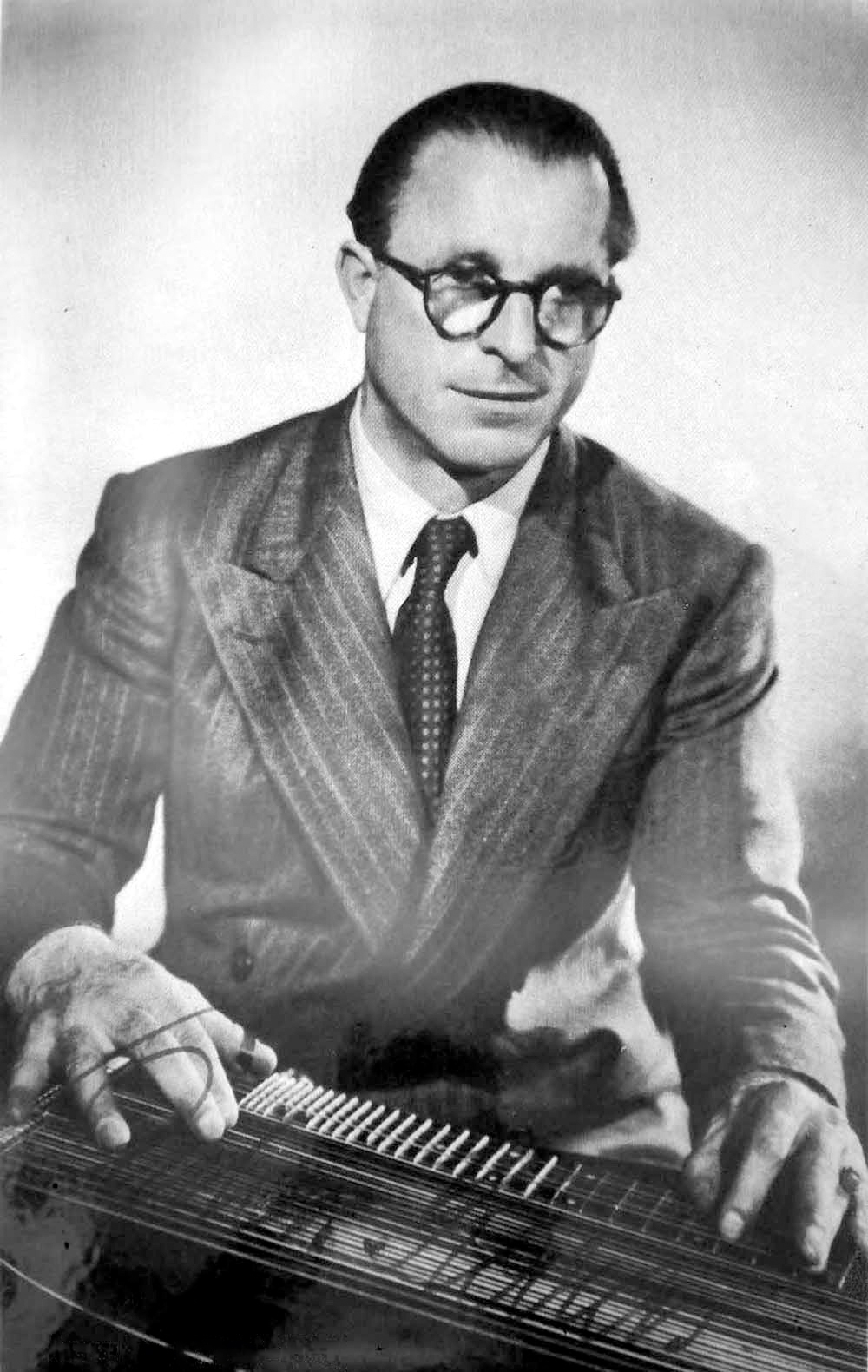
Anton Karas, compositor de «The Third Man Theme», canción que The Band versionó en Moondog Matinee.

Aunque Robertson describió el proyecto como un disco con las canciones que solían tocar durante su etapa como The Hawks, solo llegaron a interpretar en directo en la época «Share Your Love With Me». Aun así, el álbum incluye canciones poco conocidas de artistas que influyeron notablemente en la evolución musical de The Band en su etapa con Ronnie Hawkins, con la excepción de «The Great Pretender», un éxito notable de The Platters al alcanzar el primer puesto en las listas de éxitos de Billboard tanto de pop como de R&B.
«Mystery Train», un tema que Elvis Presley grabó en su etapa con Sun Records en Memphis, constituyó la pieza central del álbum. Debido a la brevedad de la canción original, que figura en el artículo de Greil Marcus «Thirty Songs About America», Robertson añadió varios versos en tres partes de la canción. En la canción, Garth Hudson usó un pedal wah-wah asociado a un clavinet, mientras que Levon Helm tuvo el respaldo de un segundo batería, Billy Mundi, antiguo miembro del grupo de Frank Zappa The Mothers of Invention.
Además, con la excepción de «Third Man Theme», un tema que Anton Karas compuso para la banda sonora del largometraje de Carol Reed El tercer hombre (1949), todas las canciones seleccionadas para Moondog Matinee fueron grabadas anteriormente por artistas negros. Según Robertson, la elección no fue deliberada: «Cuando conocimos a Rick, estaba cantando "Bring It On Home To Me" de Sam Cooke. Cuando conocimos a Richard, estaba cantando "Turn On Your Lovelight" de Bobby Blue Bland. Cuando Levon escogía cantar, cantaba canciones de rock and roll, pero con tendencias de R&B. Probablemente nos apoyásemos más en esa dirección. No había mucha gente que pensase bien de Buddy Holly o de Gene Vincent. Sentíamos que podíamos hacer mejor las canciones de R&B y las versiones blancas ya habían sido hechas».
A diferencia de trabajos anteriores, la grabación de Moondog Matinee no incluyó un proceso de preselección de canciones ni de ensayos: en esta ocasión, cada miembro aportaba ideas sobre qué canción grabar, y en caso de que los primeros intentos por desarrollar la canción dieran buenos resultados, se conectaba la grabadora. Con este proceso, canciones como «Shake A Hand» y «Bring It On Home To Me», de las que se grabaron algunas tomas, quedaron fuera del álbum. También se descartaron canciones como «Slippin' and Slidin'» y «Loving You Is Sweeter Than Ever», que ya habían sido interpretadas en directo con anterioridad. Una versión en vivo de «Loving You is Sweeter Than Ever» aparece como pista adicional en la reedición de Rock of Ages.

## Recepción
Tras su publicación en octubre de 1973, Moondog Matinee recibió críticas generalmente desfavorables por parte de la prensa musical, que esperaba un acercamiento a la calidad musical de Music from Big Pink (1968) y The Band (1969). Al respecto, William Ruhlmann escribió para Allmusic: «[The Band] demostró una experiencia considerable en sus versiones de clásicos del rock and roll y del R&B como "Ain't Got No Home", de Clarence "Frogman" Henry, "The Promised Land", de Chuck Berry, y "I'm Ready", de Fats Domino, pero desde luego eso no hace mucho por satisfacer a un público establecido a raíz de su propio material y que, dos años después del desilusionante Cahoots, estaba esperando algo en la misma línea de sus tres primeros álbumes». Lenny Kaye llegó a la misma conclusión en su crítica para la revista Rolling Stone: «Es difícil que te disguste Moondog Matinee, dada su inflexión de baja prioridad y sus modestos objetivos, pero parece que The Band y sus seguidores se merecen algo mejor». No obstante, Kaye valoró de forma más positiva el álbum y comentó: «Al igual que muchos álbumes de clásicos, parte del encanto yace en ver las inspiraciones que The Band sentía que debía resucitar de sus comienzos. En general está bien trazado; se escogieron estilos de rhythm and blues que van desde Clarence "Frogman" Henry a The Platters, todo refinado en el ambiente de madera ahumada que envuelve a los ex-Hawks como un zapato amigable». Por su parte, Robert Christgau, que otorgó al álbum una calificación de B+, comentó sobre el álbum en la misma línea: «Aunque nunca esperé que este grupo talentoso de rock me guiara a través de las penurias de la vida, mayormente porque hay muchas penurias en su música, considero este álbum no como un revés estético sino como un puñado de viejas canciones bien seleccionadas e interpretadas. No con tan buenas melodías como en Stage Fright (1970), te lo garantizo, pero las letras son mejores».
Wilson & Alroy, por su parte, escribieron una reseña más favorable: «Puede sonar como una receta nauseabunda. Pero lo sacan de ahí: cada tema rezuma sinceridad —conmovedora interpretación de Danko en "A Chaneg Is Gonna Come"—, con algún toque de humor y un leve resplandor de los setenta evitando caer en la pura nostalgia —"Ain't Got No Home", con una sección de vientos y una parte vocal de Levon Helm escamosa; una toma narcótica de "The Third Man Theme", y el híbrido humorístico entre gospel y rock de "I'm Saved"—. No está lejos de su propio sonido y dan en el blanco con la recreación increíblemente imaginativa del estándar de Sam Phillips y Junior Parker "Mystery Train"». En una reseña de la caja recopilatoria A Musical History, Stephen Deusner comentó sobre Moondog Matinee: «Las versiones son aventureras e irreverentes: se necesita audacia para añadir nuevos versos al tema de Junior Parker "Mystery Train", pero The Band hace que el nuevo material suene como si les perteneciera. Y la entusiasta voz de Helm en la canción de "Frogman" Henry "Ain't Got No Home" revela un buen humor y una fogosidad que contrasta con canciones más sobrias como "It Makes No Difference"».
Desde el punto de vista comercial, Moondog Matinee alcanzó el puesto veintiocho en la lista estadounidense Billboard, donde permaneció veinte semanas. La posición del álbum supuso el peor resultado comercial para The Band desde la publicación de Music from Big Pink. A pesar del revés comercial del segundo, obtuvo el respaldo de la crítica musical y es considerado como uno de los mejores trabajos del grupo e incluso figura en varias listas como uno de los mejores discos de todos los tiempos. En Canadá, el álbum alcanzó el puesto diecinueve en la lista elaborada por RPM, mientras que en el Reino Unido no llegó ni siquiera a entrar en la lista de discos más vendidos. El primer y único sencillo extraído del álbum, «Ain't Got No Home», alcanzó el puesto 73 en la lista Billboard Hot 100.
La escasa repercusión comercial del álbum favoreció que la prensa especulase sobre la incapacidad de Robbie Robertson para componer, y que la publicación de Moondog Matinee era una estrategia para dar tiempo a grabar otro álbum con nuevas canciones. Al respecto, Robertson llegó a comentar: «Hicimos Moondog Matinee para nosotros. Estábamos de humor y era nuestra toma personal de nostalgia. Detrás de eso, no teníamos control sobre si le podía gustar o no a la gente. No competíamos con los originales. Estábamos expandiéndonos y complementándonos a nosotros mismos».
Tras publicar Moondog Matinee, el grupo viajó a Santa Mónica para grabar nuevamente con Bob Dylan, quien había firmado un contrato discográfico con Asylum Records. En apenas dos semanas entre el 2 y el 14 de noviembre grabaron Planet Waves, la última colaboración en estudio entre Dylan y The Band. En enero, compartieron escenario con Dylan en su primera gira en ocho años, posteriormente documentada en el álbum Before the Flood.

## Portada del álbum

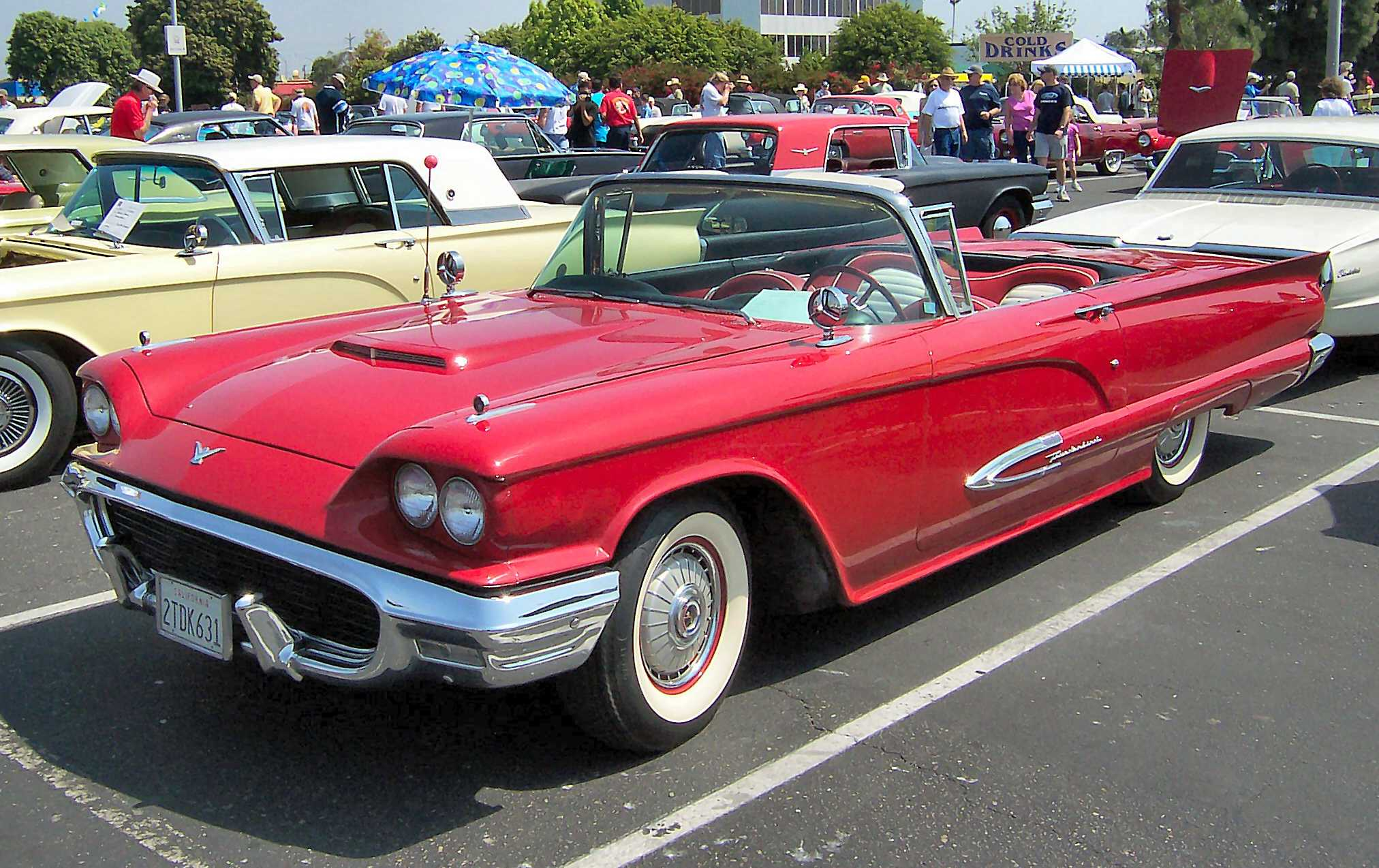
Ford Thunderbird de 1959 semejante al que aparece en la contraportada de Moondog Matinee.

La portada original de Moondog Matinee consistió en una pintura de Edward Kasper, en la que están representados los cinco miembros de The Band en las afueras del Cabagetown Café de Toronto cerca de sus iniciales, rotuladas al lado de cada caricatura bien en el muro del local o bien en la acera. Junto a las iniciales de los miembros del grupo figuran también los nombres de Sonny Boy y de Big Albert, dos de las principales influencias de The Band. En el margen derecho de la portada se puede apreciar un vehículo rosa con la imagen de un halcón sobreimpreso en color negro, en referencia a Ronnie Hawkins, cantante y líder de la primera formación de The Band.
El fragmento izquierdo del dibujo de Kasper se extiende en la contraportada, donde se representa una sala de billar y una tienda de instrumentos musicales con el nombre de «The Hawk Shop». En las afueras de los locales, se representa un Ford Thunderbird de 1956, que era propiedad de Richard Manuel.
El diseño original sufrió cambios en la edición australiana y fue sustituido por una portada diferente que muestra el perfil de un perro. Por otra parte, en la reedición del álbum en 2001, Capitol Records sustituyó el dibujo de Kraper, que pasó a reproducirse en las páginas interiores del libreto, por una portada negra con el nombre del grupo y el título del álbum resaltados e imitando luces de neón.

## Reediciones
Capitol Records publicó Moondog Matinee por primera vez en disco compacto en 1989 a nivel internacional y nueve años después, una edición limitada para el mercado japonés. En 2001, remasterizó y reeditó el álbum junto a los discos Rock of Ages (1971), Northern Lights-Southern Cross (1975) e Islands (1977). La reedición, supervisada por Robbie Robertson, incluyó notas escritas por Rob Nowman y seis temas adicionales: «Oh, Didn't It Rain», «Crying Heart Blues», «Shakin'», «What Am I Living For», «Going Back to Memphis» y una versión de estudio de «Endless Highway». En 2008, la discográfica Caroline Records publicó una edición limitada en formato CD en carpeta de cartón.

## Lista de canciones
| Cara A |                             |                               |          |  |
| N.º    | Título                      | Escritor(es)                  | Duración |  |
| 1.     | «Ain't Got No Home»         | Clarence "Frogman" Henry      | 3:20     |  |
| 2.     | «Holy Cow»                  | Allen Toussaint               | 3:15     |  |
| 3.     | «Share Your Love (With Me)» | Deadric Malone, Alfred Braggs | 2:50     |  |
| 4.     | «Mystery Train»             | H. Parker, Jr., Sam Phillips  | 5:35     |  |
| 5.     | «Third Man Theme»           | Anton Karas, W. Lord          | 2:43     |  |

| Cara B |                          |                                           |          |  |
| N.º    | Título                   | Escritor(es)                              | Duración |  |
| 6.     | «The Promised Land»      | Chuck Berry                               | 3:00     |  |
| 7.     | «The Great Pretender»    | Buck Ram                                  | 3:07     |  |
| 8.     | «I'm Ready»              | Fats Domino, Al Lewis, Sylvester Bradford | 3:22     |  |
| 9.     | «Saved»                  | Jerry Leiber, Mike Stoller                | 3:42     |  |
| 10.    | «A Change Is Gonna Come» | Sam Cooke                                 | 4:15     |  |

| Temas extra (reedición de 2001) |                                            |              |          |  |
| N.º                             | Título                                     | Escritor(es) | Duración |  |
| 11.                             | «Didn't It Rain» (Toma alternativa)        | Tradicional  | 3:16     |  |
| 12.                             | «Crying Heart Blues» (Toma alternativa)    | Joe Brown    | 3:29     |  |
| 13.                             | «Shakin'» (Toma alternativa)               | Sam Cooke    | 3:31     |  |
| 14.                             | «What Am I Living For» (Toma alternativa)  | Chuck Willis | 5:04     |  |
| 15.                             | «Going Back To Memphis» (Toma alternativa) | Chuck Berry  | 5:02     |  |
| 16.                             | «Endless Highway» (Versión de estudio)     | Robertson    | 5:09     |  |

## Personal
| Músicos - Rick Danko: bajo, violín y voz - Levon Helm: batería, guitarra rítmica y voz - Garth Hudson: órgano, piano, acordeón, sintetizador, clavinet y saxofón tenor - Richard Manuel: piano, batería y voz - Robbie Robertson: guitarras, teclados y voz - Billy Mundi: batería en «Ain't Got No Home» y «Mystery Train» - Ben Keith: pedal steel en «The Promised Land» | Equipo técnico - Bob Cato: diseño - Peter Grant: dirección artística - Bob Gruen: fotografía - Mark Harman: ingeniero de sonido - Edward Kasper: diseño de portada - Jay Ranellucci: ingeniero de sonido - Andrew Sandoval: masterización - John Wilson: ingeniero de sonido |

## Posición en listas
| País           | Lista            | Posición |
| -------------- | ---------------- | -------- |
| Canadá         | RPM Albums Chart | 19       |
| Estados Unidos | Billboard 200    | 28       |

| Sencillo            | País           | Lista             | Posición |
| ------------------- | -------------- | ----------------- | -------- |
| «Ain't Got No Home» | Canadá         | RPM Singles Chart | 35       |
| «Ain't Got No Home» | Estados Unidos | Billboard Hot 100 | 73       |